# Misagh Bahadoran
Misagh Medina Bahadoran (Mabalacat, 10 gennaio 1987) è un ex calciatore filippino, di origini iraniane, di ruolo attaccante.

## Biografia
Bahadoran è nato a Mabalacat, nella provincia di Pampanga, da padre iraniano e madre filippina. È il terzo di sette figli.